# Monorail (Plopsaland Belgium)
De Monorail is een voormalige attractie in het Belgische attractiepark Plopsaland Belgium. De attractie opende in 1973 in het toenmalige Meli Park en sloot definitief op 5 november 2006 om plaats te maken voor de bouw van de nieuwe hoofdingang.
Op de locomotief van de trein stond oorspronkelijk een Meli-bij. Sinds de overname van Meli Park door Studio 100 in 2000 zaten Samson en Gert als machinist achter de locomotief.

## Rit
Het station van de attractie was gevestigd op Het Dorpsplein, naast de voormalige ingang van het park. Passagiers reden boven het Sprookjesbos, waar vandaag SuperSplash en Anubis The Ride te vinden zijn, en langs De Tractors en de Big & Betsy Hoeve, om daarna terug aan te komen in het station. Tijdens de rit kruiste de Monorail tweemaal de Langgeleed, de waterloop die het park doorkruist.

## Verkoop
Na de sluiting werd de Monorail te koop aangeboden via veilingwebsite Ebay waarna de attractie verhuisde naar een Roemeens pretpark.
In 2010 dook de Monorail terug op in het voormalige familiepark Aviflora in de Belgische plaats Ingelmunster. Daar was het de bedoeling de Monorail op te bouwen voor het zomerseizoen van 2010, dit is echter nooit gebeurd.

## Trivia
- Enkele funderingen van de Monorail zijn nog steeds zichtbaar in het park. Op de brug over de Langgeleed, nabij de ingang van Het Bos van Plop, kun je langs beide kanten van de brug de oude funderingen zien zitten op de oever. Ook in het parcours van De Tractors zijn de plaatsen waar de ondersteuningen gevestigd waren nog duidelijk zichtbaar.
- Het beeld van Gert als machinist, dat vroeger pronkte op de locomotief van de Monorail, is nog steeds in het bezit van het park en wordt regelmatig gebruikt als decoratie bij evenementen.